# Peryzzyci
Peryzzyci (hebr. פְּרִזִּי) – starożytny lud wspominany na kartach Biblii.
Wymienieni w Księdze Rodzaju obok Kananejczyków jako pierwotni mieszkańcy kraju obiecanego Abrahamowi (Rdz 13,7). Księga Jozuego (Joz 11,3) lokalizuje Peryzzytów w górzystych regionach Kanaanu. Ich lesiste siedziby w Samarii zostały podzielone pomiędzy pokolenia Efraima i Manassesa (Joz 17,15). Peryzzyci przetrwali do czasów królewskich, znaleźli się bowiem wśród ludów wykonujących roboty przymusowe za panowania Salomona (1Krl 9,20; 2Krn 8,7).
Etymologia Peryzzytów wywodzona jest od hebrajskiego pěrāzôn „mieszkaniec wsi”, byliby więc pierwotnymi mieszkańcami Kanaanu, przeciwstawianymi mieszkańcom miast. Z drugiej strony nie zostali wymienieni w tablicach genealogicznych ludów kananejskich w X rozdziale Księgi Rodzaju. Identyfikacja etniczna Peryzzytów jest niepewna, próbowano wiązać ich z Ammonitami lub Hurytami. Ich nazwa prawdopodobnie pojawia się w listach z Amarna.